# Ferchar mac Connaid
Ferchar mac Connaid (fl. VII secolo) è stato re di Dál Riata (nell'odierna Scozia) dal 642 circa al 650.

## Biografia
Era figlio di Connad Cerr e quindi membro dei Cenél nGabráin. Incerta è la sua data di morte. È l'unico discendente di Connad Cerr che salì, per quanto se ne sa, sul trono di Dalriada.